# Festival international du film d'animation d'Annecy 2013
Le Festival international du film d'animation d'Annecy 2013, 37e édition du festival, s'est déroulé du 10 au 15 juin 2013. Le pays à l'honneur est la Pologne.

## Jury

### Longs métrages
| Nom            | Qualité                                      | Nationalité |
| -------------- | -------------------------------------------- | ----------- |
| Didier Brunner | Producteur                                   | France      |
| Brian Miller   | Directeur-général de Cartoon Network Studios | États-Unis  |
| Robert Morgan  | Réalisateur et animateur                     | Royaume-Uni |

### Courts métrages
| Nom                  | Qualité     | Nationalité |
| -------------------- | ----------- | ----------- |
| Jerzy Kucia          | Producteur  | Pologne     |
| Randy Haberkamp      | Producteur  | États-Unis  |
| Robert Marcel Lepage | Compositeur | Canada      |

### Films de fin d'études
| Nom                | Qualité                                              | Nationalité        |
| ------------------ | ---------------------------------------------------- | ------------------ |
| Phil Davies        | Producteur                                           | Royaume-Uni        |
| Michaela Pavlátová | Réalisatrice                                         | République tchèque |
| Heilika Pikkov     | Commissaire d'expositions Organisatrice de festivals | Estonie            |

### Films de télévision et de commande
| Nom                      | Qualité                                  | Nationalité |
| ------------------------ | ---------------------------------------- | ----------- |
| Morgann Favennec         | Directrice des programmes Jeunesse de M6 | France      |
| Carolina López Caballero | Directrice de festivals                  | Espagne     |
| Harry Yoon               | Monteur                                  | Japon       |

### Fipresci
| Nom                | Qualité                            | Nationalité |
| ------------------ | ---------------------------------- | ----------- |
| Katharina Dockhorn | Productrice                        | Allemagne   |
| Giuilia Dobre      | Scénariste                         | Italie      |
| Marcin Gizycki     | Historien du cinéma et réalisateur | Pologne     |

## Intervenants

### Expositions
- Betty Bone pour l'exposition Compagnons d'histoire

### Making-of
- Chris Wedge, Michael Knapp et Daniel Abramovich pour le making of de Epic : La Bataille du royaume secret
- Cody Cameron pour le making of de Tempête de boulettes géantes 2

### Avant-premières
- Dan Scanlon et Kori Rae pour Monstres Academy
- Marguerite Abouet pour Aya de Yopougon
- Pierre Coffin, Chris Renaud, Janet Healy et Chris Meledandri pour Moi, moche et méchant 2
- Marc du Pontavice et Olivier Jean-Marie pour Oggy et les Cafards, le film
- Mathias Malzieu et Stéphane Berla et Dionysos pour La Mécanique du cœur
- Jacques-Rémy Girerd et Benoît Chieux pour Tante Hilda !
- Lauren MacMullan, Dorothy McKim, Adam Green et Eric Goldberg pour Get a Horse!
- Michèle Lemieux pour Le Grand Ailleurs et le Petit Ici

### Conférences
- Serge Umé, Armelle Glorennec, Éric Jacquot, Pierrot Jacquet et Alexandre Brethau pour Développement, choix du pipeline, post-animation
- Kristof Serrand pour Du character design à l'animation : l'expérience d'un animateur
- Petter Lindblad, Malene Iversen et Sarita Christensen pour Anatomie d'un studio européen de long métrage : l'exemple danois
- Ferran Domenech Gutierrez, Jordi Bares Dominguez, Isabelle Perin-Leduc, Yann de Cadoudal, Alexis Wajsbrot et Thierry Barbier pour VFX : États de l'art technique et artistique
- Hal Hickel pour Anatomie d'un studio VFX d'envergure internationale : ILM
- Marc Miance, Vincent Percevault, Jean-François Szlapka, Andreas Carlen, Benjamin Legros et Baptise Heynemann pour Outils émergents : regard prospectif et effet sur l'approche technico-artistique
- Bill Plympton pour Bill Plympton : comment réussir votre campagne
- Stephan Franck pour Spécial TV chez Sony Pictures Animation : un Français aux commandes
- Duncan Burbidge et Daniel Gregoire pour Prévisualisation et préproduction
- Mark Shapiro pour Un passe pour les coulisses du studio d'animation Laika
- Jules Brokent, Johanna Karsenty, Sarah Muller, Nathalie Pinguet et Natalie Altmann pour La programmation des chaînes et son impact sur leurs choix éditoriaux
- Lucie Leger pour Télé-Québec
- Orion Ross et Beth Gardiner pour Disney
- Helène Vayssières pour Arte France
- Virve Schroderus pour Yle
- Xavier Albert, Eric Beckman, Tim Westcott et Jean-Paul Commin pour La distribution du long métrage d'animation
- Izabela Kiszka-Hoflik, Jaroslaw Sawko, Ole Wendorff-Ostergaard et Christophe Erbes pour Polish Animation in Focus
- Nina Hahn et Kay Wilson Stallings pour Nickelodeon
- Luca Milano pour RAI
- Richard Morgan-Grenville, Mike Buckland, Nono Mofokeng, Nuno Martins et Tim Argall pour Introducing South Africa
- Emmanuelle Baril pour Lagardère Active
- Yann Labasque pour TF1
- Laurence Blaevoet pour Canal+
- Paula Taborda Dos Guaranys pour Gloob
- Elin Raustol pour NRK Super
- Annemie Degryse pour Lumière Publishing
- Yoshihiro Shimizu, Yasuhisa Kazama, Hitoshi Takekiyo et Cédric Littardi pour Focus on Japan
- Sarah Muller pour CBBC
- Tiphaine Raguenel pour France Télévisions
- Irina Mastusova, Ilya Popov, Pavel Muntyan, Michael Mennies et Christophe Erbes pour From Russia with Co

### Études de cas
- Marc du Pontavice, Olivier Jean-Marie, Arielle Sleutel, Jan Bultheel, Yoni Goodman et Anthony Silverston pour Longs métrages : 4 études de cas avec Oggy et les Cafards, le film, Cafard, Le Congrès et Khumba
- Julie Barnay pour Étude de cas : les clés du crowdfunding
- Sarah Saidan, Corinne Destombes, Ron Dyens, Érix Reginaud, Hélène Vayssières, Chen Chen, Jean Bouthors et Xavier Kawa-Topor pour Écrire un court métrage d'animation. Beach Flags
- Sylvie Trouvé, Théodore Ushev et Olivier Calvert pour Réflexion
- Jacob Ley, Petter Lindblad et Michael O'Neill pour Get Santa
- Iain Harvey et Andy Blazdell pour Little Princess
- Kay Wilson Stallings pour L'ABC de la création d'une super marque Nickelodeon destinée aux préscolaires
- Greg McLeod, Myles McLeod, Andy Blazdell, Michael O'Neill, Helen Brunsdon pour Circle Square - La fabrication d'une série télévisée

### Présentations de films futurs
- Dean DeBlois et Bonnie Arnold pour Dragons 2
- Alexandre Heboyan et Benoît Philippon pour Mune
- Cornelia Boysen et Rasmus A. Sivertsen pour Solan and Ludvig's Christmas
- Damian Nenow, Kryztof Noworyta, Jarek Sawko et Ole Wendorff-Ostergaard pour Another Day of Life
- Valérie Schermann, Christophe Jankovic, Laurent Kircher et Éric Omond pour Loulou, l'incroyable secret
- Tomm Moore et Adrien Merigeau pour Le Chant de la mer
- Bill Plympton pour Cheatin'

### Dédicaces
- Dean DeBlois pour Dragons
- Max Andersson pour Tito on Ice et Pixi
- Olivier Jean-Marie pour Oggy et les Cafards, le film
- Bastien Dubois pour Madagascar, carnet de voyage
- Bill Plympton pour Cheatin'
- Jean-Pierre Pagliano pour Le Roi et l'Oiseau

## Sélection

### Courts métrages
| Titre                               | Réalisation                          | Pays                      |
| ----------------------------------- | ------------------------------------ | ------------------------- |
| A Girl Named Elastika               | Guillaume Blanchet                   | Canada                    |
| A Monster in the Reservoir          | Lee Sung-gang                        | Corée du Sud              |
| A Wolf in the Tree                  | Jiaxing Lin                          | Chine                     |
| Animo resistente                    | Simone Massi                         | Italie                    |
| Astigmatismo                        | Nicolaï Troshinsky                   | Espagne                   |
| Autour du lac                       | Carl Roosens et Noémie Marsily       | Belgique                  |
| Bache gorbeh                        | Shiva Sadegh Assadi                  | Iran                      |
| Betty's Blues                       | Rémi Vandenitte                      | Belgique, France          |
| Carne                               | Carlos Alberto Gomez Salamanca       | Colombie                  |
| Chemin faisant                      | Georges Schwizgebel                  | Suisse                    |
| Chopper                             | Lars Damoiseaux et Frederik Palmaers | Pays-Bas                  |
| Dji. Death Fails                    | Dimitri Volosin                      | Moldavie                  |
| Double Fikret                       | Haiyang Wang                         | Chine                     |
| Droznik                             | Piotr Szczepanowicz                  | Pologne                   |
| Drunker than a Skunk                | Bill Plympton                        | États-Unis                |
| Feral                               | Daniel Sousa                         | États-Unis                |
| Flight                              | Steven Subotnick                     | États-Unis                |
| Futon                               | Yoriko Mizushiri                     | Japon                     |
| Gloria Victoria                     | Théodore Ushev                       | Canada                    |
| History of Pets                     | Kris Genijn                          | Pays-Bas                  |
| Kalté                               | Reda Bartkute                        | Lituanie                  |
| Kick-Heart                          | Masaaki Yuasa                        | Japon                     |
| Kolmnurga afäär                     | Andres Tenusaar                      | Estonie                   |
| La Grosse Bête                      | Pierre-Luc Granjon                   | France                    |
| Le Banquet de la concubine          | Hefang Wei                           | France                    |
| Le cosmos sauvera le peuple         | Patrick Lapierre                     | Canada                    |
| Le Courant faible de la rivière     | Joël Vaudreuil                       | Canada                    |
| Les Souvenirs                       | Renaud Martin                        | France                    |
| Les Voiles du partage               | Pierre Mousquet et Jérôme Cauwe      | Belgique, France          |
| Lettres de femmes                   | Augusto Zanovello                    | France                    |
| Liebling                            | Izabela Plucinska                    | Allemagne                 |
| Lonely Bones                        | Rosto                                | Pays-Bas                  |
| Mademoiselle Kiki et les Montparnos | Amélie Harrault                      | France                    |
| Marcel, King of Tervuren            | Tom Schroeder                        | États-Unis                |
| Negro                               | Walter Hoyos                         | Argentine                 |
| Norman                              | Robbe Vervaeke                       | Belgique                  |
| Not Over                            | Hayai Toru                           | Japon                     |
| Obida                               | Anna Budanova                        | Russie                    |
| Palmipedarium                       | Jérémy Clapin                        | France                    |
| Peau de chien                       | Nicolas Jacquet                      | France                    |
| Recycled                            | Lei Lei et Thomas Sauvin             | Chine                     |
| Scroogin on a Greg                  | Will Anderson                        | Royaume-Uni               |
| Subconscious Password               | Chris Landreth                       | Canada                    |
| The Caketrope of Burton's Team      | Alexandre Dubosc                     | France                    |
| The Event                           | Julia Pott                           | États-Unis                |
| Trespass                            | Paul Wenninger                       | Autriche                  |
| Why? Factor                         | Ben Falk et Jordan Wood              | Royaume-Uni               |
| Yuki Onna                           | Jiří Barta                           | République tchèque, Japon |
| Ziegenort                           | Tomasz Popakul                       | Pologne                   |
| Zounk!                              | Billy Roisz                          | Autriche                  |

#### Hors compétition
| Titre                               | Réalisation                                                    | Pays        |
| ----------------------------------- | -------------------------------------------------------------- | ----------- |
| mu:stərman - A Flood Story          | Maarten Isaäk De Heer                                          | Pays-Bas    |
| 5 mètres 80                         | Nicolas Deveaux                                                | France      |
| A Direct Film Farewell              | Oerd Van Cuijlenborg                                           | Pays-Bas    |
| A Tangled Tale                      | Corrie Parks                                                   | États-Unis  |
| Au poil                             | Hélène Friren                                                  | France      |
| Braise                              | Hugo Frassetto                                                 | France      |
| Butterflies                         | Isabel Peppard                                                 | Australie   |
| Cargo Cult                          | Bastien Dubois                                                 | France      |
| Che imaginario docu-animado         | Claudio Diaz                                                   | Chili       |
| Comme des lapins                    | Osman Cerfon                                                   | France      |
| De Wake                             | Pieter Coudyzer                                                | Belgique    |
| Digital                             | Osamu Sakai                                                    | Japon       |
| Hollow Land                         | Michael Kranot et Uri Kranot                                   | France      |
| In the Air Is Christopher Gray      | Felix Massie                                                   | Royaume-Uni |
| Jammed                              | Yibi Hu                                                        | Royaume-Uni |
| La Coquille                         | Camera-etc                                                     | Belgique    |
| La Noria                            | Karla Castañeda                                                | Mexique     |
| La Soupe du jour                    | Lynn Smith                                                     | Canada      |
| Lettres à la mer                    | Renaud Perrin et Julien Telle                                  | Espagne     |
| Lost and Found                      | Joan Gratz                                                     | États-Unis  |
| Méandres                            | Élodie Bouedec, Florence Miailhe et Mathilde Philippon-Aginski | France      |
| Miniyamba                           | Luc Perez                                                      | Danemark    |
| Mit kell tudni a kutyaidomitáshoz?' | Gábor Ulrich                                                   | Hongrie     |
| Moya Mama Samolet                   | Yulia Aronova                                                  | Russie      |
| N'Djekoh                            | Grégory Sukiennik                                              | France      |
| Pixel Joy                           | Florence Grelier                                               | France      |
| Planets                             | Igor Imhoff                                                    | Italie      |
| Premier automne                     | Aude Danset de Carvalho et Carlos de Carvalho                  | France      |
| Sonata                              | Nadia Micault                                                  | France      |
| Split Ends                          | Joanna Priestley                                               | États-Unis  |
| Sweetie and Sunshine                | Will Anderson                                                  | Royaume-Uni |
| The Fox and the Chickadee           | Evan Derushie                                                  | Canada      |
| They Both Explode                   | Matthew Stephenson                                             | Royaume-Uni |
| Toteninsel : La isla de los muertos | Vuk Jevremovic                                                 | Allemagne   |
| Vertige                             | Christophe Gautry et Mathieu Brisebras                         | France      |
| Wee Wille Winkie                    | Yusuke Sakamoto                                                | Japon       |
| Wildebeest                          | Ant Blades                                                     | Royaume-Uni |

#### Off-Limits
| Titre                                    | Réalisation                        | Pays                       |                            |
| De la vie des marionnettes               | De la vie des marionnettes         | De la vie des marionnettes | De la vie des marionnettes |
| ---------------------------------------- | ---------------------------------- | -------------------------- | -------------------------- |
| Posledný autobus                         | Ivana Laucikova et Martin Snopek   | Slovaquie                  |                            |
| Cochemare                                | Chris Lavis et Maciek Szczerbowski | Canada                     |                            |
| Higglety Pigglety Pop! (en)              | Chris Lavis et Maciek Szczerbowski | Canada                     |                            |
| Round                                    | Kirk Hendry                        | Royaume-Uni                |                            |
| Songe des bois                           | Johannes Nyholm                    | Suède                      |                            |
| Las Palmas                               | Johannes Nyholm                    | Suède                      |                            |
| Dispositifs                              |                                    |                            |                            |
| John Mayer – Submarine Test January 1967 | Virgilio Villoresi                 | Italie                     |                            |
| Giraglia                                 | Thierry Vincens                    | France                     |                            |
| Equestrian                               | Michiel van Bakel                  | Pays-Bas                   |                            |
| Nouveau Livre                            | Zbigniew Rybczynski                | Pologne                    |                            |
| Line                                     | Grzegorz Rogala                    | Pologne                    |                            |
| Portrait                                 | Stanislaw Lenartowicz              | Pologne                    |                            |
| Bloc                                     | Hieronim Neumann                   | Pologne                    |                            |
| Copyright Film Polski MCMLXXVI           | Piotr Szulkin                      | Pologne                    |                            |
| Sonntag 3                                | Jochen Kuhn                        | Allemagne                  |                            |
| LoopLoop                                 | Patrick Bergeron                   | France                     |                            |
| Nerfs Optiques                           |                                    |                            |                            |
| Le Retour à la raison                    | Man Ray                            | France                     |                            |
| The Banner of Youth                      | Walerian Borowczyk et Jan Lenica   | Pologne                    |                            |
| Dream Work                               | Peter Tscherkassky                 | Autriche                   |                            |
| Galaxy                                   | Jordan Baseman                     | États-Unis                 |                            |
| Here and There                           | Andrzej Pawlowski                  | Pologne                    |                            |
| Réflexion                                | Sylvie Trouvé                      | Canada                     |                            |
| Scintillation                            | Xavier Chassaing                   | France                     |                            |
| Flammes                                  | Patrick Bokanowski                 | France                     |                            |
| Abstract?                                | Alexei Dmitriev                    | Russie                     |                            |
| Photo synthèse                           |                                    |                            |                            |
| Phantom                                  | René Perraudin et Uwe Schrader     | Allemagne                  |                            |
| Ferment                                  | Tim MacMillan                      | États-Unis                 |                            |
| I Was Here                               | Philippe Léonard                   | Canada                     |                            |
| M+A "My Super 8                          | Rino Stefano Tagliaferro           | Italie                     |                            |
| Butler, Woman, Man                       | Michael Langan (en)                | États-Unis                 |                            |
| Nous avons décidé de ne pas mourir       | Daniel Askill (en)                 | Australie                  |                            |
| Parfum de lumière                        | Serge Clément                      | Canada                     |                            |
| Dubus                                    | Alexei Dmitriev                    | Russie                     |                            |
| Film Noir                                | Osbert Parker                      | Royaume-Uni                |                            |
| Bandits manchots                         | Gianluigi Toccafondo               | Italie                     |                            |

### Longs métrages
| Titre                                                   | Réalisation                         | Pays                                 |
| ------------------------------------------------------- | ----------------------------------- | ------------------------------------ |
| Arjun, le prince guerrier                               | Arnab Chaudhuri                     | Inde                                 |
| Bersek Golden Age Arc II: The Battle for Doldrey        | Toshiyuki Kubooka                   | Japon                                |
| Jasmine                                                 | Alain Ughetto                       | France                               |
| Khumba                                                  | Anthony Silverston                  | Afrique du Sud                       |
| Legends of Oz: Dorothy's Return                         | Daniel St. Pierre (en) et Will Finn | États-Unis                           |
| Ma maman est en Amérique, elle a rencontré Buffalo Bill | Marc Boréal et Thibaut Chatel       | France, Luxembourg                   |
| L'Apôtre                                                | Fernando Cortizo (ca)               | Espagne                              |
| Pinocchio                                               | Enzo D'Alò                          | Italie, Luxembourg, Belgique, France |
| Rio 2096 : Une histoire d'amour et de furie             | Luiz Bolognesi                      | Brésil                               |

#### Hors compétition
| Titre                          | Réalisation                           | Pays       |
| ------------------------------ | ------------------------------------- | ---------- |
| After School Midnighters       | Hitoshi Takekiyo                      | Japon      |
| Aya de Yopougon                | Marguerite Abouet et Clément Oubrerie | France     |
| Blood-C: The Last Dark         | Naoyoshi Shiotani                     | Japon      |
| Buratino's Return              | Ekaterina Mikhailova                  | Russie     |
| Consuming Spirits              | Christopher Sullivan                  | États-Unis |
| El Santos vs la Tetona Mendoza | Alejandro Lozano                      | Mexique    |
| Budori, l'étrange voyage       | Gisaburo Sugii                        | Japon      |
| It's Such a Beautiful Day      | Don Hertzfeldt                        | États-Unis |
| One Piece : Z                  | Tatsuya Nagamine                      | Japon      |
| Persistence of Vision          | Kevin Schreck                         | États-Unis |
| Patéma et le monde inversé     | Yasuhiro Yoshiura                     | Japon      |
| La Légende de Sarila           | Nancy Florence Savard                 | Canada     |
| La Reine des neiges            | Maxime Sveshnikov et Vladlen Barbe    | Russie     |
| Tito on Ice                    | Max Andersson et Helena Ahonen        | Suède      |

### Séries TV
| Titre                                      | Épisode                                 | Réalisation                                              | Pays            |
| ------------------------------------------ | --------------------------------------- | -------------------------------------------------------- | --------------- |
| A.R.T. Investigation                       | Potage royal                            | Alexis Lavillat                                          | France          |
| Adventure Time                             | Princesse Cookie                        | Pendleton Ward                                           | États-Unis      |
| Anton                                      | Épisode 1                               | Maria Rosario Carlino                                    | Argentine       |
| Banapara?                                  | Pilot                                   | Hideki Shiroma, Syuhei Fukunaga, Tai Murayama            | Japon           |
| Bravest Warriors                           | Time Slime                              | Breehn John Burns                                        | États-Unis      |
| C'est bon                                  | Le Bon Rythme                           | Amandine Fredon, Serge Élissalde, Jacques-Rémy Girerd    | France          |
| Community                                  | Digital Estate Planning                 | Griffith Kimmins                                         | États-Unis      |
| De Tumblies                                | -                                       | Patrick Raats                                            | Pays-Bas        |
| Flapper and Friends                        | -                                       | Krzystof Brzozowski et Jacek Lechtanski                  | Pologne, Suisse |
| Il le faut !                               | Le Délégué                              | Maxime Paccalet, Dimitri Cohen-Tanugi, Pierre Razetto    | France          |
| Kacperiada                                 | -                                       | Wojcich Wawszczyk et Kamil Polak                         | Pologne         |
| Kaeloo                                     | Si on jouait à... métro, boulot, dodo ! | Rémi Chapotot et Antoine Rota                            | France          |
| Kiwi                                       | Quel gros poulet !                      | Isabelle Duval                                           | France          |
| Les Mystérieuses Cités d'or saison 2       | Shaolin                                 | Jean-Luc François                                        | France          |
| Mimi a Líza                                | Tety z pexesa                           | Katarina Kerekesova                                      | Slovaquie       |
| Miriami Köögikombain                       | -                                       | Andres Tenusaar                                          | Estonie         |
| Mofy                                       | Sharing Half                            | Francesco Misseri, Monica Fibbi et Gian Maria Misseri    | Italie          |
| Picknick met Taart                         | -                                       | Tom Van Gestel, Mascha Halberstad et Mercedes Marro Gros | Pays-Bas        |
| Portraits de voyages                       | Côte d'Ivoire : Le wax                  | Bastien Dubois                                           | France          |
| Sarah and Duck                             | Lots of Shallots                        | Tim O'Sullivan                                           | Royaume-Uni     |
| Bob l'éponge                               | It's a SpongeBob Christmas!             | Stephen Hillenburg                                       | États-Unis      |
| Le Monde incroyable de Gumball             | Le Travail                              | Mic Graves                                               | Royaume-Uni     |
| The Dukes of Bröxstônia                    | Mojo                                    | Stu Connolly                                             | Australie       |
| Tom und das Erdbeermarmeladebrot mit Honig | -                                       | Andreas Hykade                                           | Allemagne       |
| Yeah ! Yeah !                              | Année 1969                              | Arthur Qwak                                              | France          |

### Spéciaux TV
| Titre                            | Réalisation                            | Pays        |
| -------------------------------- | -------------------------------------- | ----------- |
| Carrot and Stick                 | Derek Iversen et Miles Hindman         | États-Unis  |
| Didou et la fée Arc-en-ciel      | Frédérick Chaillou                     | France      |
| Jingle and Bell's Christmas Star | Chel White                             | États-Unis  |
| L'Automne de Pougne              | Pierre-Luc Granjon et Antoine Lanciaux | France      |
| Le Père Frimas                   | Youri Tcherenkov                       | France      |
| Pam and Sid's Port-A-Party       | Annie Sertich et Sterling Mindy        | États-Unis  |
| Room on the Broom                | Jean Lachauer et Max Lang              | Royaume-Uni |
| The Legend of Smurfy Hollow      | Stephan Franck                         | États-Unis  |
| The Snowman and the Snowdog      | Hilary Audus                           | Royaume-Uni |
| Uncle Grandpa                    | Pete Browngardt                        | États-Unis  |

### Films éducatifs, scientifiques ou d'entreprise
| Titre              | Réalisation                                 | Pays        |
| ------------------ | ------------------------------------------- | ----------- |
| Answer in the Milk | Lei Chen                                    | Chine       |
| Because I'm a Girl | Raj Yagnik, Mary Matheson et Hamilton Shona | Royaume-Uni |
| O Rei Gastão       | Diogo Viegas                                | Brésil      |
| What Makes a Hero? | Kirill Yeretsky                             | États-Unis  |

### Films publicitaires
| Produit/Marque                      | Titre                                                          | Réalisation                                        | Pays        |
| ----------------------------------- | -------------------------------------------------------------- | -------------------------------------------------- | ----------- |
| Cinémathèque québécoise             | 50e anniversaire                                               | Diane Obomsawin                                    | Canada      |
| A energia na terra chega par todos  | Bastal partilha-la !                                           | José Miguel Ribeiro                                | Portugal    |
| Bass Awards                         | -                                                              | Mateus de Paula Santos                             | Brésil      |
| Boiron                              | Stodal                                                         | Stéphane Berla                                     | France      |
| Deezer                              | Deezer libère la musique                                       | CR CR                                              | France      |
| Métro de Melbourne                  | Dumb Ways to Die                                               | Julian Frost                                       | Australie   |
| K-Swiss                             | Blades                                                         | Christy Karacas                                    | Suisse      |
| Lina Luke                           | -                                                              | Samadi Moin                                        | Iran        |
| Mortes                              | -                                                              | Daniel Semanas                                     | Brésil      |
| MTV                                 | MTV Sex                                                        | Mateus de Paula Santos                             | Brésil      |
| N.E.mation! 7: Together We Overcome | United We Heal                                                 | Ellery Ng et Joshua Ngiam                          | Singapour   |
| PETA                                | Do Not Impose on Others                                        | Feng Lin Yu                                        | Chine       |
| Pilsner Urquell                     | The Day Pilsen Struck Gold                                     | Chris Randall                                      | Royaume-Uni |
| Plan                                | Mass Construction                                              | Oliver Conrad                                      | Suisse      |
| Smythson                            | Quite an Emporium of Charming Souvenirs' 125 years of Smythson | Virgilio Villoresi                                 | Italie      |
| Rollin' Safari                      | -                                                              | Kyra Buschor, Anna Habermehl et Constantin Paeplow | Allemagne   |
| Jeux olympiques d'été de 2012       | Stadium UK                                                     | Pete Candeland                                     | Royaume-Uni |
| The Butterfly Effect                | The Butterfly Effect                                           | Dan Sumich                                         | Royaume-Uni |
| Uovokids                            | -                                                              | Donato Sansone et Enrico Ascoli                    | Italie      |
| Usha Janome                         | -                                                              | Suresh Eriyat                                      | Inde        |
| Biennale de Venise                  | Venezia/Massi                                                  | Simone Massi                                       | Italie      |
| Vitra                               | Vitra Silent Wall                                              | Dustin Rees                                        | Suisse      |
| Élections québécoises               | Voter, c'est aussi protéger notre démocratie                   | Yan Giroux                                         | Canada      |

### Vidéoclips
| Chanson               | Artiste                       | Réalisation                           | Pays        |
| --------------------- | ----------------------------- | ------------------------------------- | ----------- |
| Bullets for Breakfast | Akwarian Sea Rebel            | Mari Jaye Blanchard                   | États-Unis  |
| The Lion              | Benjamin Scheuer              | Peter Baynton                         | Royaume-Uni |
| Mutual Core           | Björk                         | Andrew Huang                          | Islande     |
| Easy Way Out          | Gotye                         | Darcy Prendergast                     | Australie   |
| Demoni                | Kottarashky and The Rain Dogs | Théodore Ushev                        | Bulgarie    |
| Parler le fracas      | Le Peuple de l'Herbe          | Thomas Fourniret                      | France      |
| Lee Van Cleef         | Primus                        | Christopher Smith                     | États-Unis  |
| Katachi               | Shugo Tokumaru                | Przemysław Adamski et Katarzyna Kijek | Pologne     |
| Let's Go!             | Stuck in the Sound            | Alexis Beaumont et Rémi Godin         | France      |
| Vengeance Rhythm      | Two Fingers                   | Christopher Ullens de Schooten        | Royaume-Uni |
| The Wind              | Zac Brown Band                | Mike Judge                            | États-Unis  |

### Films de fin d'études
- Ab ovo d'Anita Kwiatkowska-Naqvi ( Pologne)
- Altneuland de Sariel Keslasi ( Israël)
- Ars Moriendi de Milosz Marganski ( Pologne)
- Aux gambettes gourmandes de Clémence Bouchereau ( France)
- Ba-neu-jil Ha-neun Yeo-ja de Jin Woo ( Corée du Sud)
- Balades de Sophie Racine ( Belgique)
- Balance and Swing d'Anne Beal ( États-Unis)
- Bike de Sara Sahabani ( Iran)
- But Milk Is Important d'Anna Mantzaris, Eirik Grønmo Bjørnsen ( Norvège)
- Carn de Jeffig Le Bars ( France)
- Contretemps de Jérémi Boutelet, Thibaud Clergue, Gaël Megherbi, Tristan Menard, Camille Perrin et Lucas Veber ( France)
- Dans l'ombre de Stéphanie Clément, Paolo Didier, Marion Hassan, Thomas Bertrand-Batlle, Emmeline Gautheron ( France)
- Desaparecido de Marielle Tollis ( France)
- Drifters d'Ethan Clarke ( États-Unis)
- Duku Spacemarines de Nicolas Liautaud, Alice Suret-Canale, Hugo Paquin et Nicolas Dubois ( France)
- Eat the Danger de Jack O'Shea et Paul Ruttledge ( Irlande)
- Frühzug de Delia Hess ( Suisse)
- Funeral Home Pinatas d'Andrew McCully, Arun Gnanasekhar, Jacob Tuck et Jayson Simpson ( Nouvelle-Zélande)
- Gum de Noam Sussman ( Canada)
- Haegeumni de Seong Joon-su ( Corée du Sud)
- Hänen tilanne de Jenni Rahkonen ( Finlande)
- I Am Tom Moody d'Ainslie Henderson ( Royaume-Uni)
- Ici, là et partout de Kabuki Sawako ( Japon)
- Im Rahmen d'Evgenia Gostrer ( Allemagne)
- Ketsujiru Juke de Kabuki Sawako ( Japon)
- Last Breath de Ying Ping Mak ( Royaume-Uni)
- Les Pieds verts d'Elsa Duhamel ( France)
- Life of Fire de Rusharil Hutangkabodee ( Thaïlande)
- Maze King de Hakhyun Kim ( Japon)
- Miss Todd de Kristina Yee ( Royaume-Uni)
- Nyuszi és Őz de Péter Vácz ( Hongrie)
- O ?unce d'Eliska Chytková ( République tchèque)
- One Day de Joël Corcia, Bung Nguyen, Thomas Reteuna et Laurent Rossi ( France)
- Otthon de Bálint Gelley ( Hongrie)
- Pandy de Matus Vizar ( Slovaquie)
- Panorama de Kim Dong Chul ( Corée du Sud)
- Playing the Piano de Yi-Chien Chen ( Taïwan)
- Plaza de Pawel Prewencki ( Pologne)
- Plug & Play de Michael Frei ( Suisse)
- Run! de Jie Shen ( Chine)
- Semáforo de Simon Wilches Castro ( États-Unis)
- Solus de Robin Bersot, Camille Dellerie, Mickaël Larue et Thomas Rodriguez ( France)
- Still de Kim Seung-Hee ( Corée du Sud)
- The Bathhouse de Kim Ji-soo ( États-Unis,  Corée du Sud)
- The Day I Killed My Best Friend d'Antonio Jesus Busto Algarin ( Royaume-Uni)
- The Girl with Antlers de Luo Yu-hua ( Taïwan)
- The Song for Rain de Zheng Ya Wen ( Chine)
- Vie et mort de l'illustre Grigori Efimovitch Raspoutine de Céline Devaux ( France)
- Vor dem Spiegel de Lydia Gunther ( Allemagne)
- Will de Eusong Lee ( États-Unis)
- Wind de Robert Löbel ( Allemagne)

### Choix du public d'Annecy
Depuis cette édition une nouvelle récompense est mise en jeu, le choix du public d'Annecy. Il s'agit d'une récompense décernée à un court ou moyen métrage d'une catégorie, différente chaque année, élu par vote par le public. Cette année le public devait élire, parmi une quarantaine présélectionnés, le film de le plus drôle. C'est KJFG No 5 de Alexey Alekseev pour la Hongrie qui remporte le titre.
| Sélection pour l'élection du film le plus drôle | Sélection pour l'élection du film le plus drôle | Sélection pour l'élection du film le plus drôle | Sélection pour l'élection du film le plus drôle |
| Titre                                           | Réalisation                                     | Année                                           | Pays                                            |
| ----------------------------------------------- | ----------------------------------------------- | ----------------------------------------------- | ----------------------------------------------- |
| Angry Kid : Bone                                | Darren Walsh                                    | 1999                                            | Royaume-Uni                                     |
| Au bout du monde                                | Konstantin Bronzit                              | 1998                                            | France                                          |
| Birds Anonymous                                 | Friz Freleng                                    | 1957                                            | États-Unis                                      |
| Bookashakis                                     | Mikhail Aldashin                                | 2002                                            | Russie                                          |
| Casse-noisette fait l'école buissonnière        | Tex Avery                                       | 1945                                            | États-Unis                                      |
| Chainsaw Maid                                   | Takena Nagao                                    | 2007                                            | Japon                                           |
| Chroniques de la poisse                         | Osman Cerfon                                    | 2010                                            | France                                          |
| Drôles d'oiseaux sur une ligne à haute tension  | Ralph Eggleston                                 | 2000                                            | États-Unis                                      |
| Eat                                             | Bill Plympton                                   | 2001                                            | États-Unis                                      |
| ErosLinea                                       | Osvaldo Cavandoli                               | 1986                                            | Italie                                          |
| Europe et Italie                                | Bruno Bozzetto                                  | 1999                                            | Italie                                          |
| Farce au canard                                 | Chuck Jones                                     | 1953                                            | États-Unis                                      |
| Gagarine                                        | Alexeï Kharitidi                                | 1993                                            | Russie                                          |
| Gee Whiz-z-z-z                                  | Chuck Jones                                     | 1956                                            | États-Unis                                      |
| Gone Nutty                                      | Carlos Saldanha                                 | 2002                                            | États-Unis                                      |
| Isabelle au bois dormant                        | Claude Cloutier                                 | 2007                                            | Canada                                          |
| KJFG No 5                                       | Alexey Alekseev                                 | 2007                                            | Hongrie                                         |
| L'Anniversaire de Bob                           | Alison Snowden et David Fine                    | 1993                                            | Royaume-Uni                                     |
| L'Homme à la Gordini                            | Jean-Christophe Lie                             | 2009                                            | France                                          |
| La Révolution des crabes                        | Arthur de Pins                                  | 2004                                            | France                                          |
| Lava-lava ! : What's Up Teddy Bear?             | Federico Vitali                                 | 1995                                            | France                                          |
| Le Ballon de Billy                              | Don Hertzfeldt                                  | 1998                                            | États-Unis                                      |
| Le chat colla                                   | Cordell Barker                                  | 1988                                            | Canada                                          |
| Le Défi de la mort                              | Juan Pablo Zaramella                            | 2001                                            | Argentine                                       |
| Le Lion flagada                                 | Tex Avery                                       | 1947                                            | États-Unis                                      |
| Le P'tit Chaos                                  | Richard Condie                                  | 1985                                            | Canada                                          |
| Le Petit Chaperon chauffé à blanc               | Tex Avery                                       | 1943                                            | États-Unis                                      |
| Les Copines en soirée                           | Joanna Quinn                                    | 1986                                            | Royaume-Uni                                     |
| Nullarbor                                       | Alister Lockhart et Patrick Sarell              | 2010                                            | Australie                                       |
| One D                                           | Michael Grimshaw                                | 2005                                            | Canada                                          |
| Ron the Zookeeper                               | Darcy Prendergast                               | 2007                                            | Australie                                       |
| Roof Sex                                        | Adam Pesapane                                   | 2001                                            | États-Unis                                      |
| Rubicon                                         | Gil Alkabetz                                    | 1997                                            | Allemagne                                       |
| Tin Toy                                         | John Lasseter                                   | 1988                                            | États-Unis                                      |
| The Tale of Little Puppetboy                    | Johannes Nyholm                                 | 2008                                            | Suède                                           |
| Tom et Jerry au piano                           | William Hanna et Joseph Barbera                 | 1946                                            | États-Unis                                      |
| Un jour un homme acheta une maison              | Pjotr Sapegin                                   | 1998                                            | Norvège                                         |
| Un mauvais pantalon                             | Nick Park                                       | 1993                                            | Royaume-Uni                                     |
| Une tragédie grecque                            | Nicole Van Goethem                              | 1985                                            | Belgique                                        |
| When Magoo Flew                                 | Stephen Bosustow et Pete Burness                | 1954                                            | États-Unis                                      |

## Programmes spéciaux

### Hommage à l'animation polonaise
| Titre                                 | Réalisation                                            | Année                     | Pays    |
| ------------------------------------- | ------------------------------------------------------ | ------------------------- | ------- |
| Rétrospective Jerzy Kucia             | Rétrospective Jerzy Kucia                              | Rétrospective Jerzy Kucia | Pologne |
| George the Hedgehog (en)              | Wojciech Wawszczyk, Jakub Tarkowski and Tomasz Leśniak | 2011                      | Pologne |
| Mystiques                             |                                                        |                           |         |
| The Game                              | Marcin Janiec                                          | 2011                      | Pologne |
| The Stairs                            | Stefan Schabenbeck                                     | 1969                      | Pologne |
| 7 More Minutes                        | Izabela Plucinska                                      | 2008                      | Pologne |
| Masks                                 | Piotr Karwas                                           | 1999                      | Pologne |
| The Cathedral (en)                    | Tomek Baginski                                         | 2002                      | Pologne |
| Ichthys                               | Marek Skrobecki (en)                                   | 2005                      | Pologne |
| A Gentle Spirit (en)                  | Piotr Dumala (en)                                      | 1985                      | Pologne |
| The Horse                             | Witold Giersz (en)                                     | 1967                      | Pologne |
| Grotesques                            |                                                        |                           |         |
| House (pl)                            | Walerian Borowczyk et Jan Lenica                       | 1958                      | Pologne |
| Path of Hate (en)                     | Damian Nenow                                           | 2011                      | Pologne |
| What Do We See After Closing Our Eyes | Julian Antonisz                                        | 1978                      | Pologne |
| Romans dzentelmena                    | Tomasz Kozak                                           | 2000                      | Pologne |
| Esthètes et mélomanes                 |                                                        |                           |         |
| The Swan                              | Aleksandra Korejvo                                     | 1990                      | Pologne |
| Carmen                                | Aleksandra Korejvo                                     | 1990                      | Pologne |
| The Firebird                          | Andrzej Gosieniecki                                    | 2009                      | Pologne |
| Plamuz                                | Zbigniew Rybczynski                                    | 1973                      | Pologne |
| III                                   | Jakub Lech                                             | 2003                      | Pologne |
| Continu - discontinu 2010             | Piotr Kamler                                           | 2011                      | Pologne |
| Lost Senses                           | Marcin Wasilewski                                      | 2013                      | Pologne |

### Le grand sommeil
| Titre                             | Réalisation          | Année            | Pays               |
| --------------------------------- | -------------------- | ---------------- | ------------------ |
| Le Lion et la chanson             | Bretislav Pojar      | 1959             | République tchèque |
| Do It Yourself Cartoon Kit        | Bob Godfrey (en)     | 1961 Royaume-Uni |                    |
| L'Île                             | Fiodor Khitrouk      | 1973             | Union soviétique   |
| I Move, so I Am                   | Gerrit Van Dijk (en) | 1998             | Pays-Bas           |
| Nursery crimes : Tom Pouce        | Dave Borthwick       | 1989             | Royaume-Uni        |
| La Fenêtre                        | Csaba Varga          | 1998             | Hongrie            |
| Rabbit                            | Run Wrake (en)       | 2005             | Royaume-Uni        |
| La Voix publique                  | Lejf Marcussen       | 1988             | Danemark           |
| Hommage au producteur John Coates |                      |                  |                    |

### Projections en plein air
| Titre                                       | Réalisation                                 | Année | Pays                                 |
| ------------------------------------------- | ------------------------------------------- | ----- | ------------------------------------ |
| Monstres & Cie                              | Pete Docter, David Silverman et Lee Unkrich | 2001  | États-Unis                           |
| Les Enfants loups, Ame et Yuki              | Mamoru Hosoda                               | 2012  | Japon                                |
| La Légende de Sarila                        | Nancy Florence Savard                       | 2013  | Canada                               |
| Oggy et les Cafards, le film                | Olivier Jean-Marie                          | 2013  | France                               |
| Hôtel Transylvanie                          | Genndy Tartakovsky                          | 2012  | États-Unis                           |
| Renaissance                                 | Christian Volckman                          | 2006  | France, Royaume-Uni, Luxembourg      |
| The Flying Machine (en)                     | Martin Clapp et Geoff Lindsey (en)          | 2011  | Pologne, Royaume-Uni                 |
| Le Voyage de monsieur Crulic                | Anca Damian                                 | 2011  | Pologne, Roumanie                    |
| Les Croods                                  | Chris Sanders et Kirk DeMicco               | 2013  | États-Unis                           |
| Le Jour des corneilles                      | Jean-Christophe Dessaint                    | 2012  | France, Belgique, Luxembourg, Canada |
| Rio 2096 : Une histoire d'amour et de furie | Selton Mello et Rodrigo Santoro             | 2013  | Brésil                               |
| Voyage en Servaisgraphie                    |                                             |       |                                      |
| Papillons de nuit                           | Raoul Servais                               | 1998  | Belgique                             |
| Taxandria                                   | Raoul Servais                               | 1995  | Belgique                             |

## Palmarès

### Courts métrages
| Prix                                        | Attribué à                             | Pays       |
| ------------------------------------------- | -------------------------------------- | ---------- |
| Cristal d'Annecy                            | Jeu de l'inconscient de Chris Landreth | Canada     |
| Prix spécial du jury                        | Obida d'Anna Budanova                  | Russie     |
| Mention pour un premier film                | Trespass de Paul Wenninger             | Autriche   |
| Prix Jean-Luc Xiberras de la première œuvre | Norman de Robbe Vervaeke               | Belgique   |
| Mention spéciale                            | The Triangle Affair d'Andres Tenusaar  | Estonie    |
| Prix Sacem de la musique originale          | Lonely Bones de Rosto                  | Pays-Bas   |
| Prix du jury junior                         | Feral de Daniel Sousa                  | États-Unis |
| Prix du public                              | Lettres de femmes d'Augusto Zanovello  | France     |

### Longs métrages
| Prix                    | Attribué à                                                                               | Pays              |
| ----------------------- | ---------------------------------------------------------------------------------------- | ----------------- |
| Cristal du long métrage | Rio 2096 : Une histoire d'amour et de furie de Luiz Bolognesi                            | Brésil            |
| Mention spéciale        | Ma maman est en Amérique, elle a rencontré Buffalo Bill de Marc Boréal et Thibaut Chatel | France Luxembourg |
| Prix du public          | L'Apôtre de Fernando Cortizo                                                             | Espagne           |

### Films de télévision et de commande
| Prix                             | Attribué à                                                    | Pays        |
| -------------------------------- | ------------------------------------------------------------- | ----------- |
| Cristal pour une production TV   | Room on the Broom de Jan Lachauer et Max Lang                 | Royaume-Uni |
| Cristal pour un film de commande | Dumb Ways to Die de Julian Frost                              | Australie   |
| Prix spécial                     | Tom und das Erdbeermarmeladebrot mit Honig d'Andreas Hykade   | Allemagne   |
| Prix pour un spécial TV          | L'Automne de Pougne de Pierre-Luc Granjon et Antoine Lanciaux | France      |
| Prix spécial du jury             | Benjamin Scheuer, The Lion de Peter Baynton                   | Royaume-Uni |

### Films de fin d'études
| Prix                                  | Attribué à                         | Pays        |
| ------------------------------------- | ---------------------------------- | ----------- |
| Prix du meilleur film de fin d'études | Ab ovo d'Anita Kwiatkowska-Naqvi   | Pologne     |
| Prix spécial du jury                  | I Am Tom Moody d'Ainslie Henderson | Royaume-Uni |
| Mention spéciale                      | Pandas de Matus Vizar              | Slovaquie   |
| Prix du jury junior                   | Le Lapin et le Cerf de Péter Vácz  | Hongrie     |

### Autres prix
| Prix                           | Attribué à                                                        | Pays        |
| ------------------------------ | ----------------------------------------------------------------- | ----------- |
| Prix Unicef                    | Because I'm a Girl de Raj Yagnik, Mary Matheson et Shona Hamilton | Royaume-Uni |
| Prix Fipresci                  | Gloria Victoria de Théodore Ushev                                 | Canada      |
| Mention spécial Fipresci       | Feral de Daniel Sousa                                             | États-Unis  |
| Prix Canal+ aide à la création | Autour du lac de Carl Roosens et Noémie Marsily                   | Belgique    |
| Prix Festivals Connexion       | Feral de Daniel Sousa                                             | États-Unis  |
| Choix du public d'Annecy       | KJFG No 5 d'Alexey Alekseev                                       | Hongrie     |